# Springbok, Noord-Kaap
Springbok, Noord-Kaap este un oraș din Africa de Sud.